# Coll de Frare
Coll de Frare es un cultivar de higuera de tipo higo común Ficus carica, unífera de higos de epidermis con color de fondo negro azulado con sobre color marrón rojizo oscuro. Se cultiva en la colección de higueras de Montserrat Pons i Boscana en Llucmajor, Islas Baleares.

## Sinonimia
- „Coll de Beata“ en las Islas Baleares,[4][6][7]

## Historia
Actualmente la cultiva en su colección de higueras baleares Montserrat Pons i Boscana, rescatada de un ejemplar o higuera madre situada en el término de Sinéu. Higuera muy parecida a 'Coll de Dama Negra', pero los higos son más pequeños y la piel más azulada.
La variedad 'Coll de Frare' es poco conocida y es muy cultivada sin embargo en el Llano de Mallorca. Debe su nombre a la forma del pedúnculo y al fino y estirado cuello.

## Características
La higuera 'Coll de Frare' es una variedad unífera de tipo higo común. Árbol de porte mediano alto, con copa notable redondeada altiva y  espesa de ramaje. Sus hojas de 3 lóbulos (90%) son la mayoría y de 1 lóbulo (10%). Sus hojas con dientes presentes y márgenes serrados bastante recortados. 'Coll de Frare' tiene desprendimiento mediano de higos, y un rendimiento productivo medio por cada árbol. La yema apical cónica de color verde amarillento.
Los frutos 'Coll de Frare' son higos de un tamaño de longitud x anchura:34 x 44 mm, de forma de pera, que presentan unos frutos medianos de unos 22,120 gramos en promedio, de epidermis de consistencia dura, grosor de la piel grueso, de color de fondo negro azulado con sobre color marrón rojizo oscuro. Ostiolo de 1 a 3 mm con escamas pequeñas marrones. Pedúnculo de 1 a 3 mm cilíndrico verde rojizo. Grietas longitudinales escasas. Costillas poco marcadas. Con un ºBrix (grado de azúcar) de 26 dulce, con color de la pulpa rojo pálido. Con cavidad interna pequeña o ausente. Son de un inicio de maduración sobre el 2 de septiembre al 12 de octubre. De rendimiento por árbol medio.
Se usa como higos frescos para alimentación humana. Frescos y secos para alimentación animal. Producción media. Son de resistencia media a las lluvias y rocíos, alta al transporte y muy resistentes a la apertura del ostiolo, y medianamente al desprendimiento.

## Cultivo
'Coll de Frare', se utiliza higos frescos para alimentación humana. Los higos en fresco y seco para consumo animal (ganado porcino y ovino). Se está tratando de recuperar de ejemplares cultivados en la colección de higueras baleares de Montserrat Pons i Boscana en Llucmajor.